# Балдова, Зденка

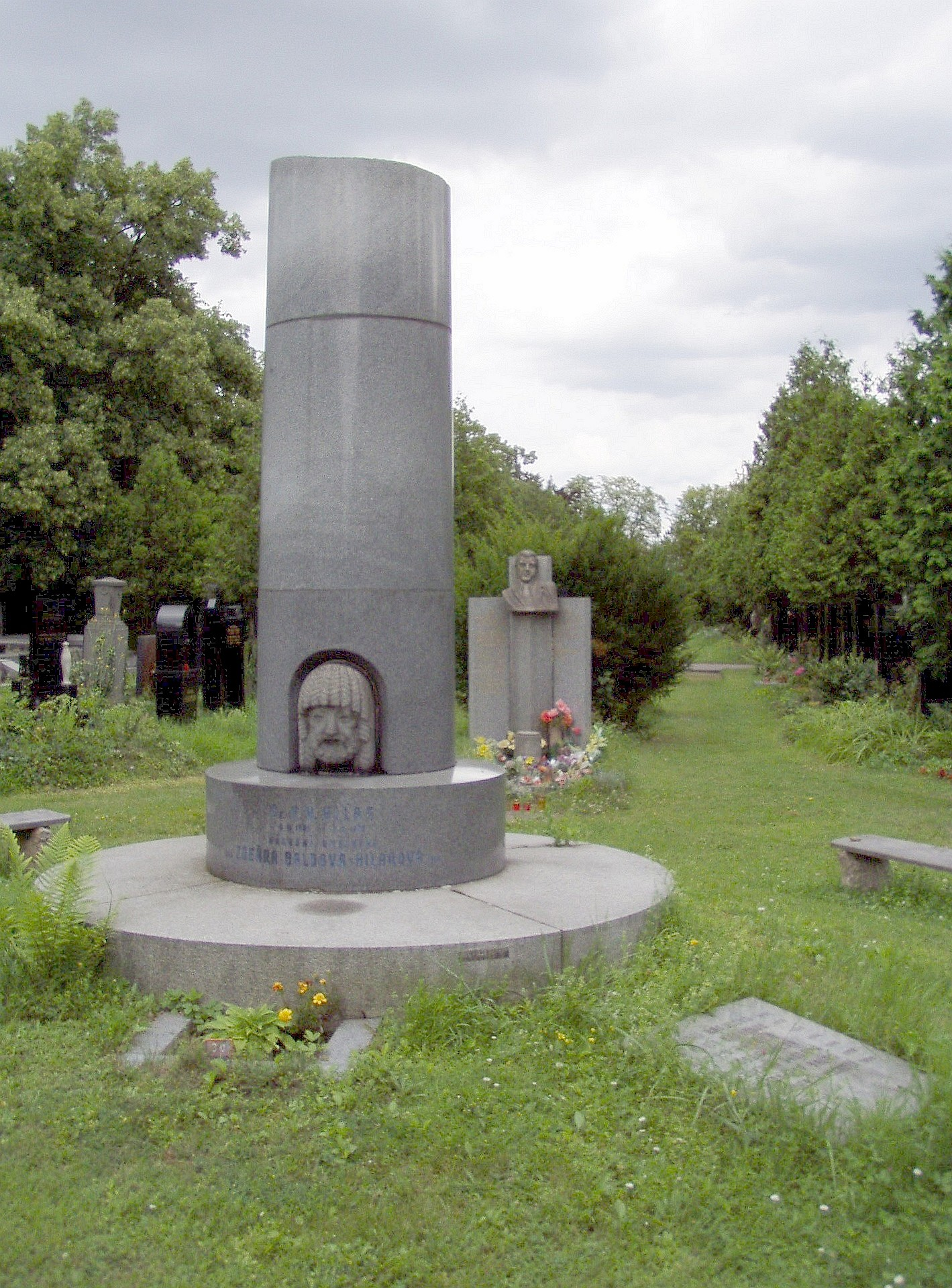
Могила З. Балдовой на кладбище Винограды в Праге

Зденка Балдова (урождённая Зденка Балашова) (чеш. Zdenka Baldová; 20 февраля 1885, Ческа-Тршебова, Австро-Венгрия — 26 сентября 1958, Прага, ЧССР) — чешская и чехословацкая актриса театра и кино. Народный художник (артист) Чехословацкой Республики (1955). Лауреат Государственной премии Чехословацкой Республики (1951).

## Биография
Начала выступать на сцене самодеятельных коллективов во время учёбы в индустриальном училище. В 1907 году была принята в труппу Пражского театра на Виноградах. Здесь познакомилась со своим будущим мужем режиссёром, поэтом, доктором философии Карелом Хуго Хиларом. В 1922 году последовала за мужем в пражский Национальный театр, где проработала практически до самой смерти.

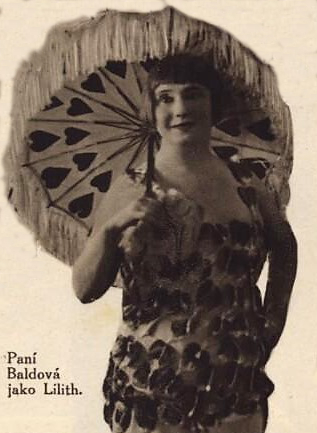
Зденка Балдова в роли Лилит в пьесе Карела Чапека «Адам-творец». 1927 г.

Создала ярко хара́ктерные, исполненные народного юмора, глубоко человечные сценические образы.

## Избранные театральные роли
- Анечка («Дитя» Шальды),
- Глубинова («Месяц над рекой» Шрамека),
- Анча («М. Д. Реттигова» Ирасека),
- Фанка («Разбойник» Чапека),
- Кольмистрова («Встанут новые бойцы» по Запотоцкому),
- Кукушкина («Доходное место», Государственная премия, 1951),
- Бардина («Враги»)
- Бригитта («Разбитый кувшин» Клейста),
- Дульская («Мораль пани Дульской» Запольской).

С 1921 снималась в кино (фильмы «Пятое колесо в телеге», «Мораль пани Дульской» и др.).
Снималась в кино с 1921 года. За свою карьеру до 1958 года снялась в более чем 60 фильмах.

## Избранная фильмография
- 1921 — Неизвестные матери
- 1932 — Право на грех
- 1933 — Ревизор — Анна Андреевна, жена городничего
- 1936 — Сорванец
- 1936 — Трое на снегу — Губачкова, экономка
- 1937 — Мораль прежде всего
- 1937 — Ярча и профессор — Марта Драганова
- 1940 — Пациентка доктора Гегла — Янотова
- 1942 — Гость в доме
- 1942 — Рыба на суше — жена старосты
- 1944 — Не видели вы Бобикa? — Людмила Норакова
- 1946 — Мертвый среди живых
- 1947 — Якорный знак — мама Павлы
- 1949 — Дальний путь
- 1952 — Улыбается земля
- 1953 — Экспресс из Нюрнберга — Ванкова
- 1953 — Луна над рекой
- 1954 — Серебряный ветер — барыня
- 1954 — Фрона
- 1956 — Адвент — Марина
- 1956 — Лабакан — Мирза, мать Лабакана
- 1956 — Фокус, пожалуйста!
- 1956 — Поправьте фокус!
- 1957 — Вторая жена
- 1957 — Нерешительный стрелок
- 1958 — Пятое колесо в телеге — бабушка

Похоронена на кладбище Винограды в Праге.

## Награды
- Государственная премия Чехословацкой Республики (19513)
- Заслуженный деятель искусств Чехословацкой Республики (1953)
- Народный художник (артист) Чехословацкой Республики (1955)